# Xiao Jiaruixuan
Xiao Jiaruixuan, född 4 juni 2002, är en kinesisk sportskytt.
Hon blev olympisk bronsmedaljör i pistol vid sommarspelen 2020 i Tokyo.